# Aseri (plaats)
Aseri is een plaats in de Estlandse gemeente Viru-Nigula, provincie Lääne-Virumaa. De plaats telt 1077 inwoners (2021) en heeft de status van vlek (Estisch: alevik). Tot in 2017 hoorde de plaats bij de gemeente Aseri (Aseri vald), waarvan het de hoofdplaats was. In 2017 ging die gemeente op in de gemeente Viru-Nigula.
Aseri ligt aan de Finse Golf. In de omgeving van Aseri ligt een meer, het Aseri paisjärv, met een waterval, de Aseri juga.

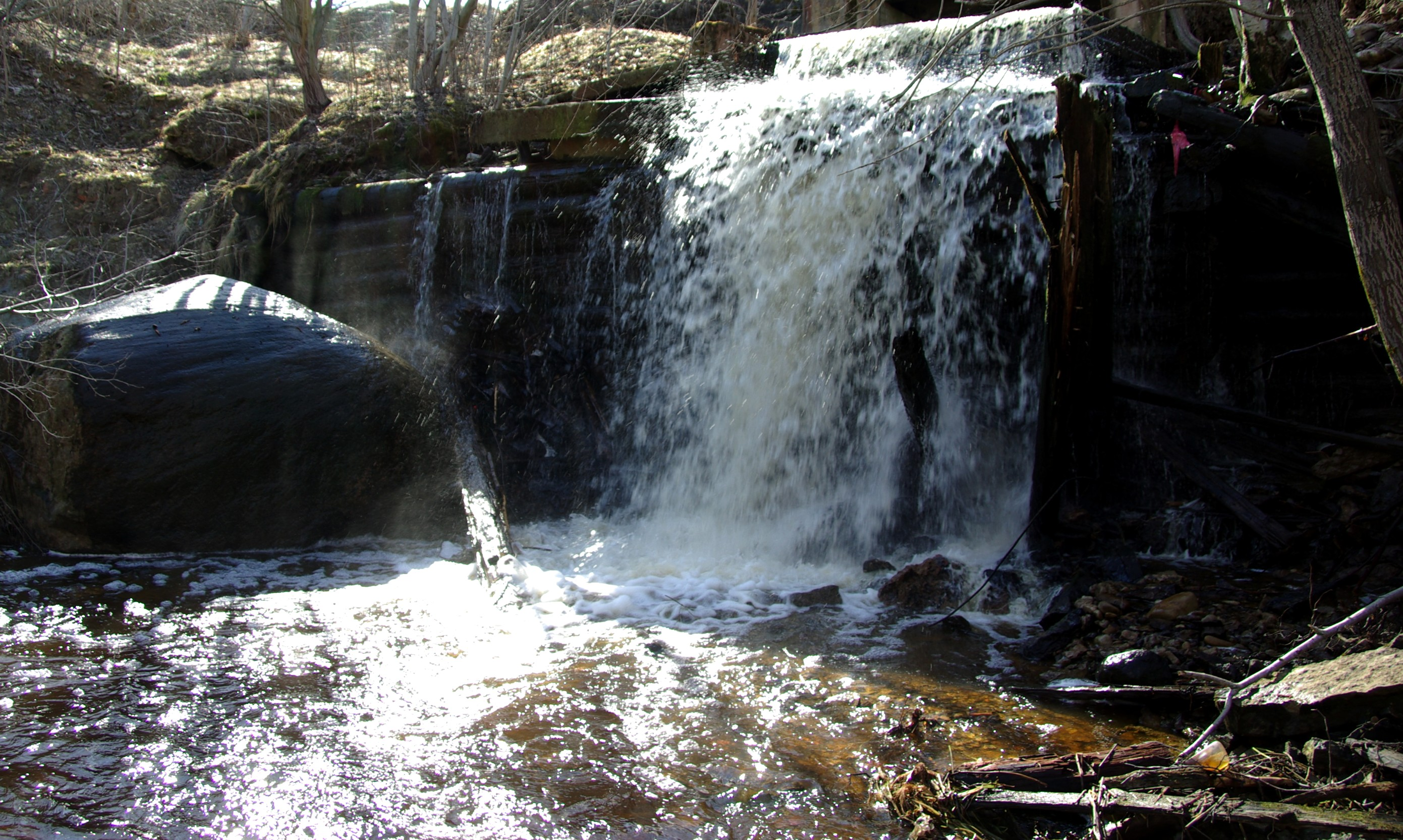
De waterval van Aseri